# Macronúcleo

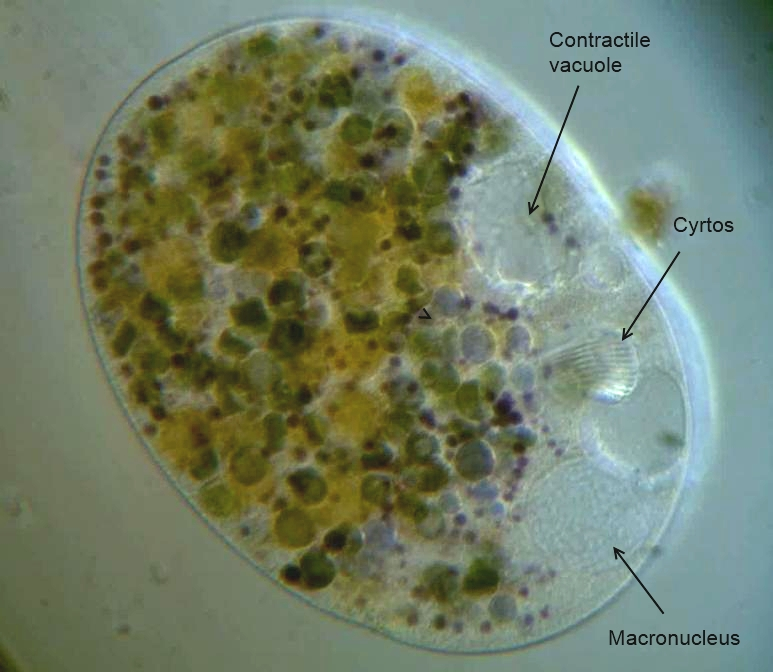
Nassulas

Macronúcleo (literalmente "núcleo grande"), também chamado de núcleo vegetativo é o maior núcleo encontrado no citoplasma celular de protozoarios, como o paramécio.
O macronúcleo tem como principal função o metabolismo (síntese do DNA e RNA), a não ser quando está envolvido no processo de reprodução celular que, neste caso, se dá por conjugação entre dois indivíduos, em que estes de emparelham e procedem então à troca de material por meio de uma ponte citoplasmática (com a emissão de micronúcleo gamético). O macronúcleo, durante este processo, se degenera.